# Distretto di Phayakkhaphum Phisai
Il distretto di Phayakkhaphum Phisai (in thailandese: พยัคฆภูมิพิสัย) è un distretto (amphoe) della Thailandia, situato nella provincia di Maha Sarakham.